# Edith Kiss
Edith Bán Kiss, ou Edit, née Rott en 1905 et morte en 1966, est une sculptrice et peintre hongroise.

## Biographie
Née dans une famille juive à Budapest le 21 novembre 1905, Edith Kiss est la plus jeune des quatre filles de Friges et Melitta Rott. Ayant étudié aux académies d'art de Budapest et de Düsseldorf, elle se consacre à la sculpture dans la période précédant la Seconde Guerre mondiale. À cette époque, elle épouse Tivadar Bán,.
En octobre 1944, avec des milliers d'autres femmes juives en Hongrie, elle est soumise aux travaux forcés puis déportée vers le camp de concentration de Ravensbrück dans le nord de l'Allemagne. Le 6 décembre 1944, elle est transférée à l'usine Daimler-Benz de Ludwigsfelde où 1 100 femmes sont contraintes de travailler sur des moteurs d'avion pour la Luftwaffe.
À l'approche de la fin de la guerre, elle est renvoyée à Ravensbrück d'où elle part pour une marche de la mort. Avec son amie Agnes Rezsone Bartha, elle s'évade à Strasen près de Wesenberg le 30 avril. Elles retournent à Budapest via Berlin, Prague et Bratislava, y arrivant le 1er juillet 1945.

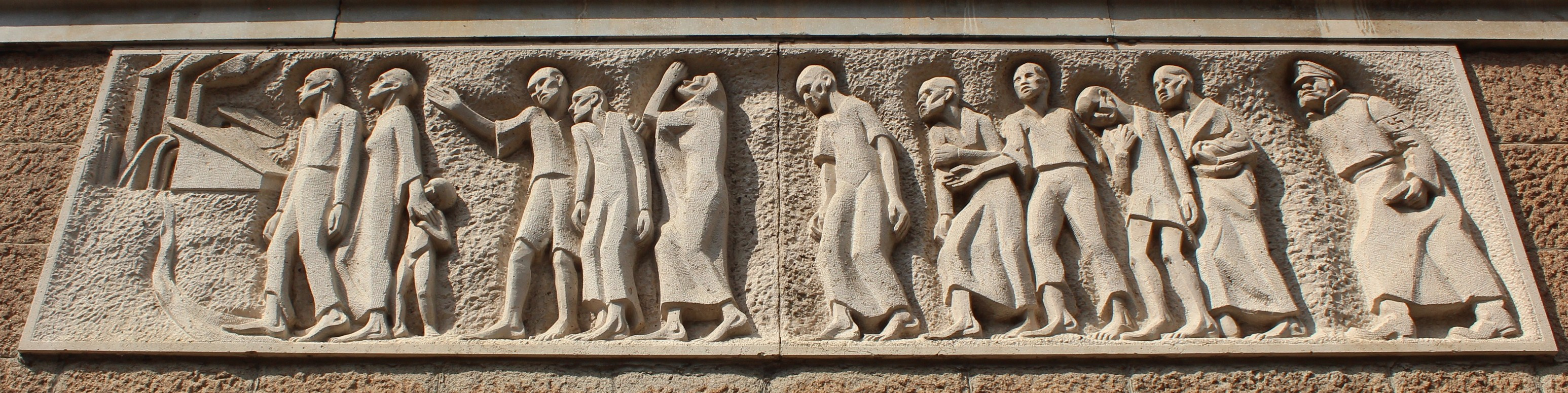
Bas-relief de Kiss représentant des Juifs envoyés aux chambres à gaz.

De retour à Budapest, elle illustre sa vie dans les camps de concentration dans une série de 30 croquis à la gouache intitulée Deportation qu'elle expose le 22 septembre 1945. Après avoir divorcé de son premier mari, elle épouse Sándor Kiss et émigre avec lui en Occident. Peu de temps après leur départ, en juillet 1948, les quatre grands bas-reliefs en pierre qu'elle a créés sur le thème de la déportation, sont installés sur le mur extérieur de la synagogue d'Újpest de Budapest. Un bas-relief montre un policier hongrois menant des Juifs vers des camions à bestiaux, un second montre un garde du Parti des Croix fléchées surveillant des hommes dans un kommando de travail, un troisième montre un garde nazi qui emmène des Juifs dans les chambres à gaz, et le quatrième montre des soldats de l'Armée rouge accueillis par des Juifs de Budapest.
Malgré d'autres œuvres sur le thème de la déportation, il y eut peu de reconnaissance publique de son travail artistique. Après une période en Suisse, à Casablanca et à Londres, et la mort de son mari, elle se suicide dans un hôtel parisien dans la nuit du 23 au 24 octobre 1966. Son album de gouaches est redécouvert par Helmuth Bauer à Londres en 1992, et ses gouaches ont été depuis exposées dans divers endroits en Allemagne et à Paris et Budapest, ainsi qu'à l'exposition We were Nobody au Mémorial de Ravensbrück.